# Oak Grove (Arkansas)
Oak Grove es un pueblo ubicado en el condado de Carroll en el estado estadounidense de Arkansas. En el Censo de 2010 tenía una población de 369 habitantes y una densidad poblacional de 56,27 personas por km².

## Geografía
Oak Grove se encuentra ubicado en las coordenadas 36°27′50″N 93°25′49″O / 36.46389, -93.43028. Según la Oficina del Censo de los Estados Unidos, Oak Grove tiene una superficie total de 6.56 km², de la cual 6.56 km² corresponden a tierra firme y (0%) 0 km² es agua.

## Demografía
Según el censo de 2010, había 369 personas residiendo en Oak Grove. La densidad de población era de 56,27 hab./km². De los 369 habitantes, Oak Grove estaba compuesto por el 97.29% blancos, el 0% eran afroamericanos, el 0.27% eran amerindios, el 1.08% eran asiáticos, el 0% eran isleños del Pacífico, el 0.81% eran de otras razas y el 0.54% pertenecían a dos o más razas. Del total de la población el 2.17% eran hispanos o latinos de cualquier raza.